# 워터프론트 전문대학
Waterfront UTC (이전 이름: Medway UTC; 발음: 메드웨이 유티시; 한국어: 워터프론트 유티시)는 켄트주 채텀에 위치하여 2015년 9월에 개교하던 공학 및 건축학을 전문으로 하는 전문대학이다.